# Vinterviken
Koordinaten: 59° 18′ 41″ N, 17° 59′ 12″ O

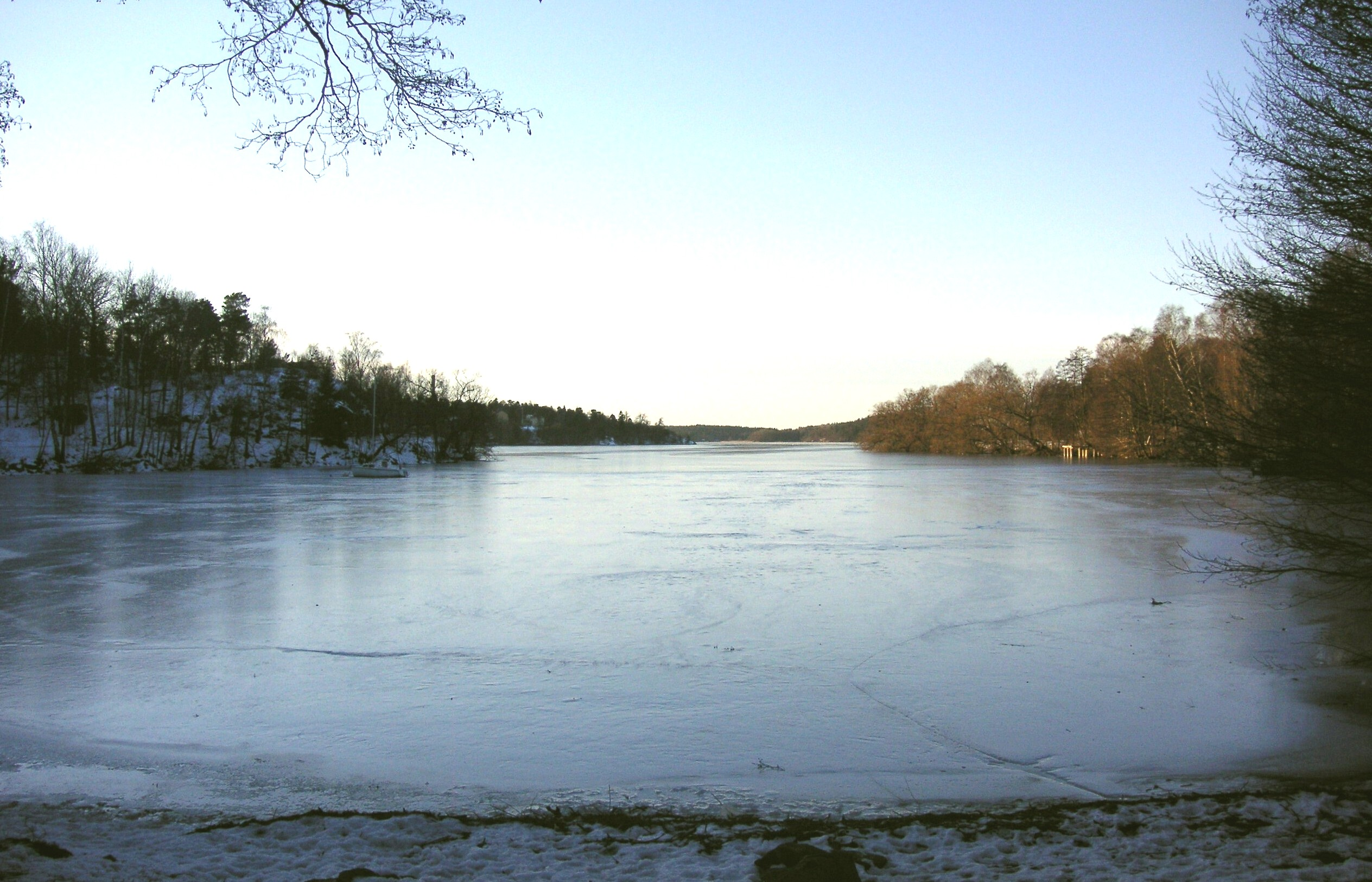
Der winterliche Vinterviken in Richtung Westen, Januar 2006

Vinterviken (deutsch „die Winterbucht“) ist ein Fjärd des Mälaren, die in die westlichen Teile Stockholms hineinreicht. Vinterviken gehört zum Stadtteil Aspudden und grenzt an Gröndal.

## Geschichte
Die Stockholmer Landschaft wird von vielen spitzen Tälern geprägt, die in ostwestlicher Richtung verlaufen, von den Schären bis hin zum Mälaren. Der Vinterviken ist ein solches Tal. Der Name „Vinterviken“ ist seit dem 17. Jahrhundert bekannt. Er bezog sich auf eine winterliche Wegverbindung auf dem zugefrorenen Mälaren, der die Inseln im See mit der Stadt Stockholm verband.

## Alfred Nobel
Im Jahre 1865 kaufte Alfred Nobel das gesamte Gebiet, nachdem ihm die Behörden verboten hatten, seine Sprengstoffexperimente im Stockholmer Stadtteil Södermalm weiterzuführen. Der Platz war mit Sorgfalt gewählt worden, ein schmales Tal mit hohen, schützenden Felswänden, umgeben von Wald und mit direktem Anschluss zum Mälaren. Die Nachbarn mussten eine Bescheinigung unterschreiben, dass sie nichts gegen Nobels Sprengstoffexperimente hatten. Noch im selben Jahr verließ Nobel Stockholm und startete eine ähnliche Anlage in Krümmel bei Hamburg.   
Im Vinterviken entstanden Fabriken, Sprenggruben (Sprengbunker zum Testen der Produkte), Lager, Wohnungen und ein Hafen, zu dem die Waren auf einer Schmalspur-Eisenbahn transportiert wurden. Auch vom Ausland her behielt Nobel ständigen Kontakt mit der Fabriksleitung im Vinterviken und machte Besuche bis kurz vor seinem Tod 1896. 
Im Juni 1868 geschah eine große Explosion im Laboratorium, bei der 14 Menschen starben, es war das größte Unglück in der Geschichte von Vinterviken. 1874 explodierte die Fabrik, und 12 Personen kamen ums Leben. Auch die Handhabung der Rohstoffe war äußerst gefährlich, viele Arbeiter wurden nicht älter als 30 Jahre. Erst 1905 gab es Versicherungen.
Die Herstellung von Dynamit wurde im Vinterviken 1921 eingestellt, Nitro Nobel AB hatte jedoch gewisse Tätigkeiten bis in die 1980er Jahre.

## Kulturpark
Seit 1974 ist die Stadt Stockholm Besitzerin des Gebietes Vinterviken. Das verfallene und für die Allgemeinheit abgesperrte Gebiet wurde gründlich saniert und aufgeräumt. Einige Fabrikgebäude wurden renoviert, andere abgerissen. Ein Skulpturenpark mit Spazierwegen wurde nach den Plänen des Landschaftsarchitekten Torbjörn Andersson angelegt. Als Stockholm 1998 die Kulturhauptstadt Europas war, stand auch die alte Schwefelfabrik fertig, als Skulpturens Hus (Haus der Skulpturen).
Die Gebäude stehen unter Denkmalschutz.

## Das BuchVinterviken
Winterbucht (Originaltitel Vinterviken) ist auch ein Jugendbuch von Mats Wahl, das zuerst 1993 in Schweden erschienen ist. In Deutschland erschien es erstmals 1995. Das Buch wurde 1996 mit dem Deutschen Jugendliteraturpreis ausgezeichnet.

## Bilder

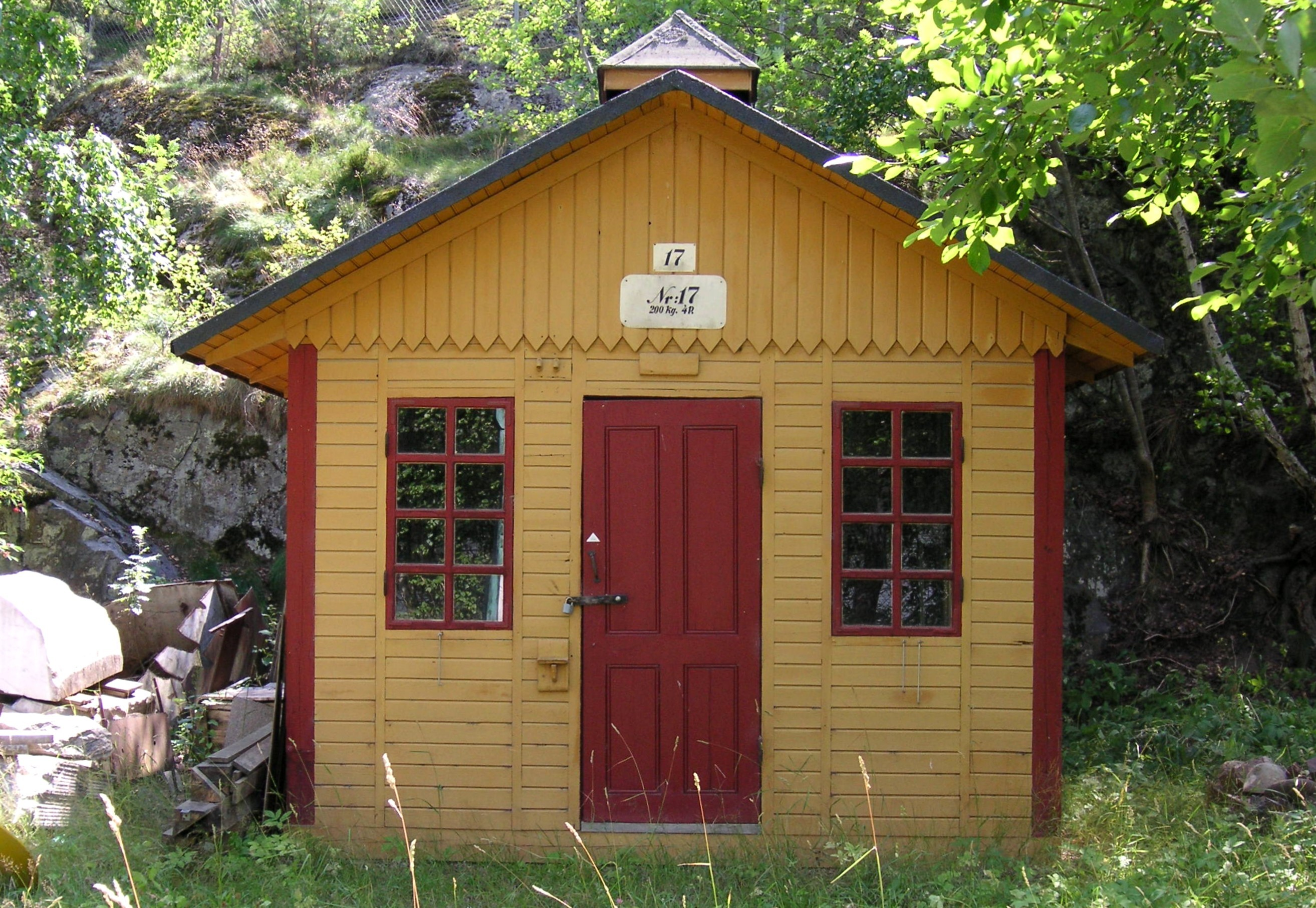
Vorratshäuschen für Sprengstoff
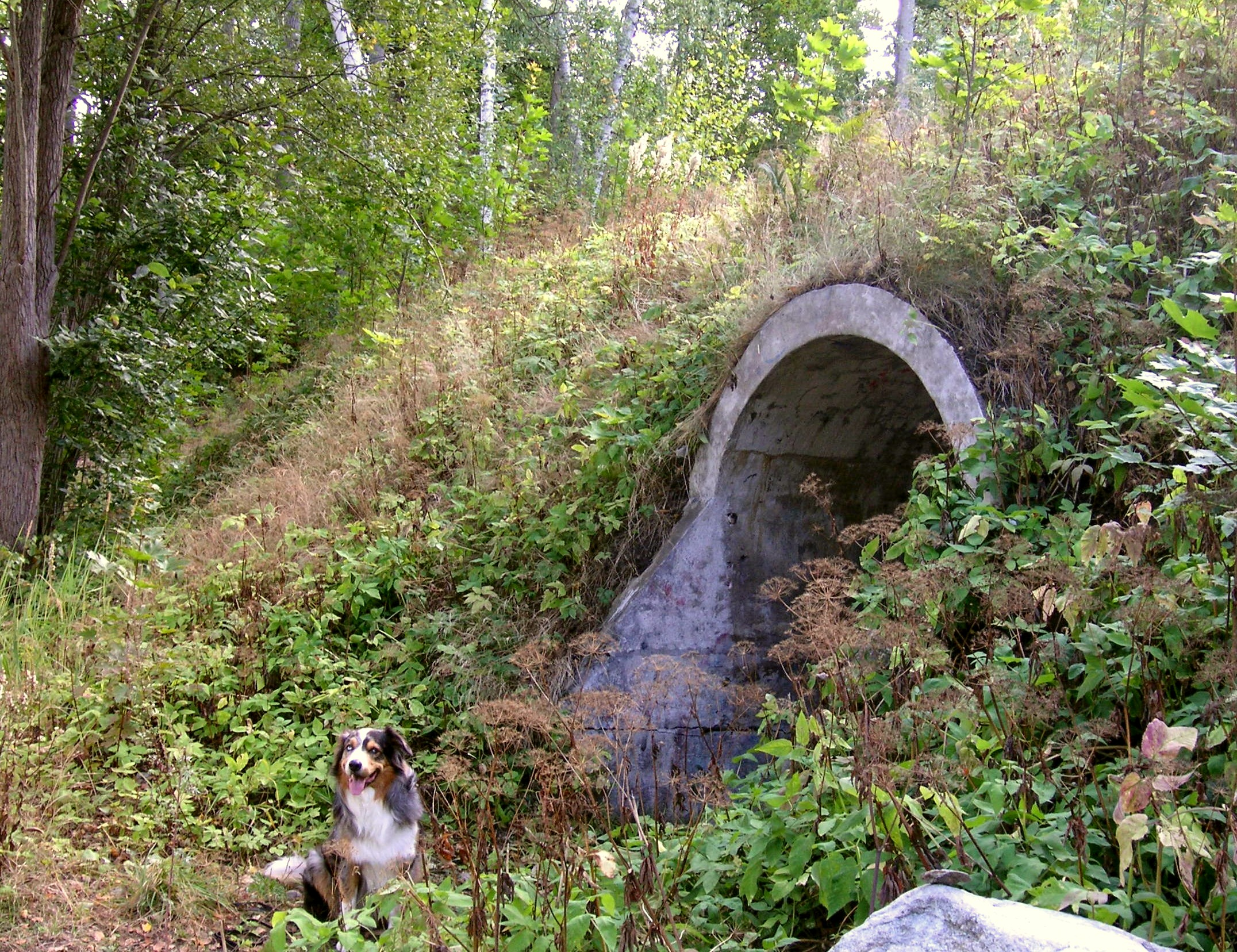
Eingang zum Sprengbunker 2007
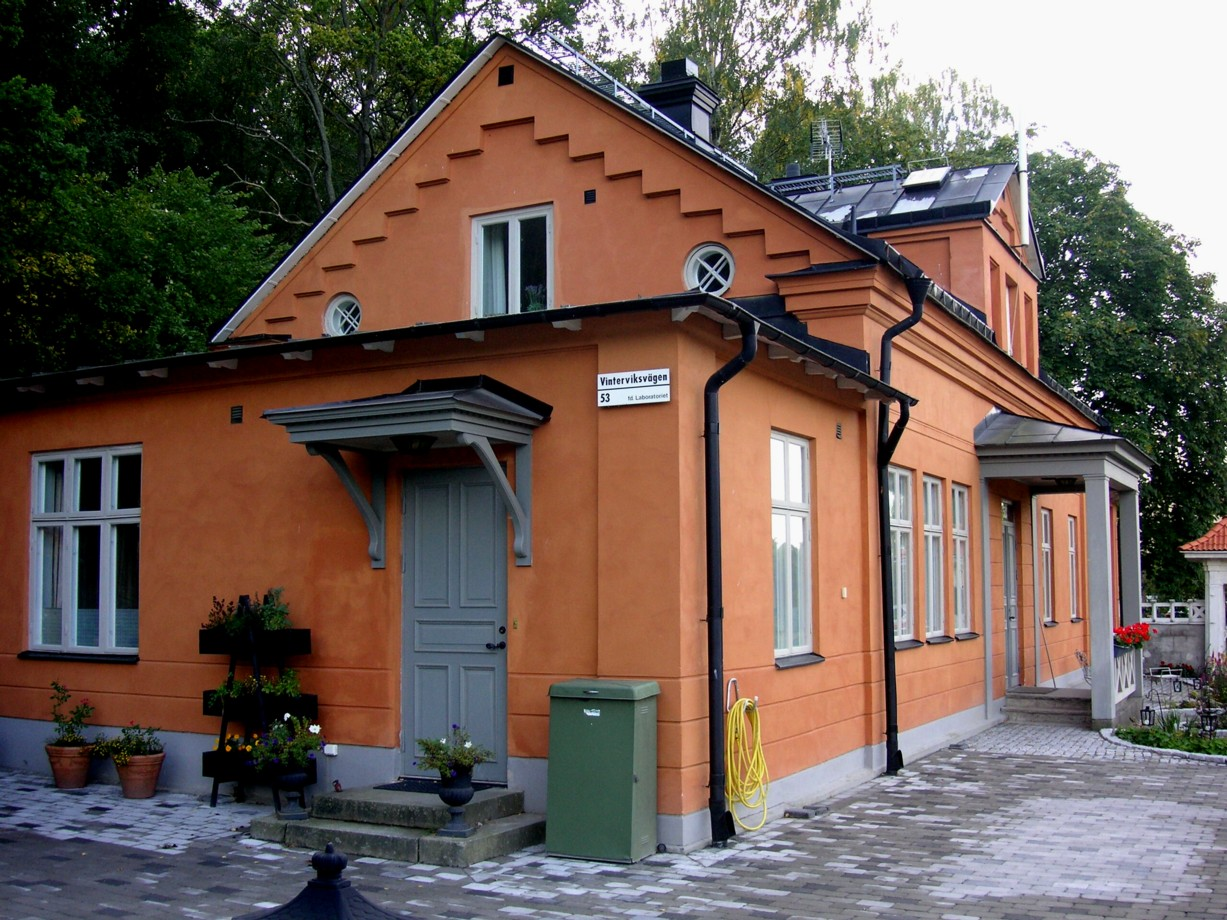
Das ehemalige Laboratorium 2007
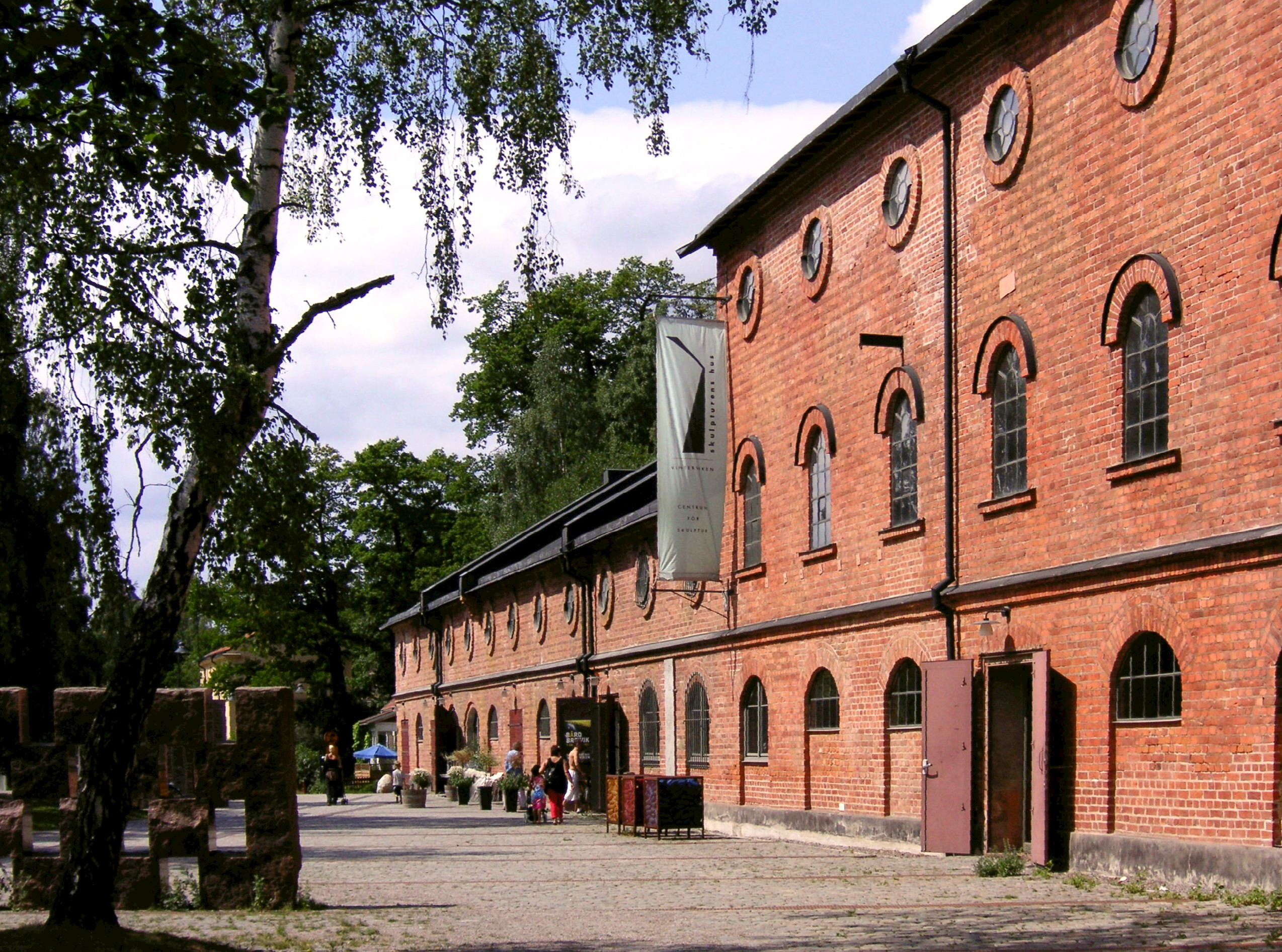
Skulpturens Hus 2006